# Fortezza di Coburgo
La fortezza di Coburgo (in tedesco: Veste Coburg), con una superficie di circa 35.100 m2, è una delle fortificazioni più grandi e meglio conservate della Germania. Situata in cima alla collina dominante la storica città di Coburgo, nella provincia bavarese dell'Alta Franconia.
La sua posizione, forma e planimetria circolare le hanno meritato l'appellativo di Fränkische Krone, "Corona di Franconia". 
Non venne mai espugnata nella storia salvo durante la guerra dei trent'anni quando nel marzo 1635, dopo cinque mesi di assedio, il generale Guillaume de Lamboy, per mezzo di una falsa lettera del duca Giovanni Ernesto di Sassonia-Eisenach, prende in consegna la fortezza.

## Posizione

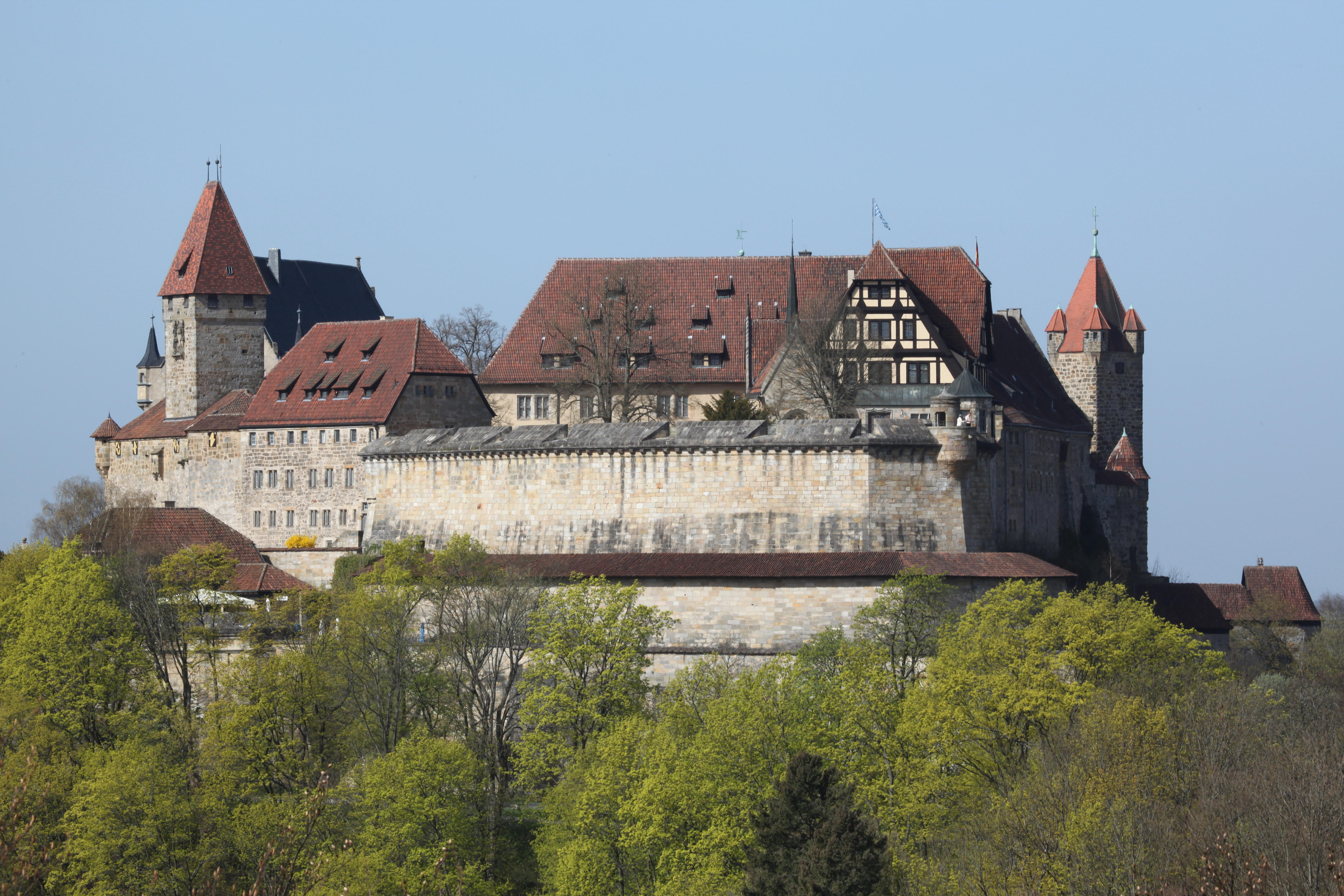

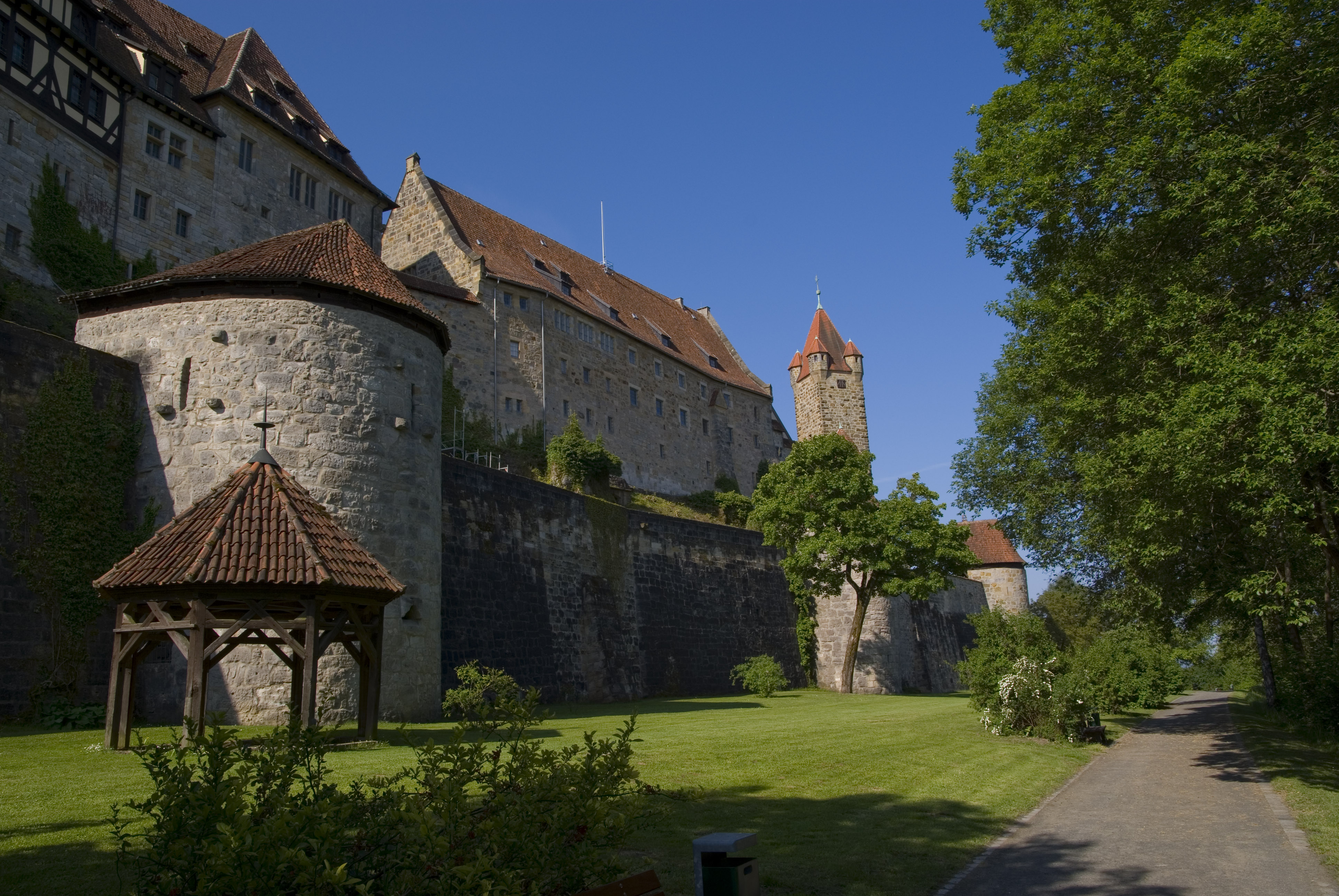
il lato nord

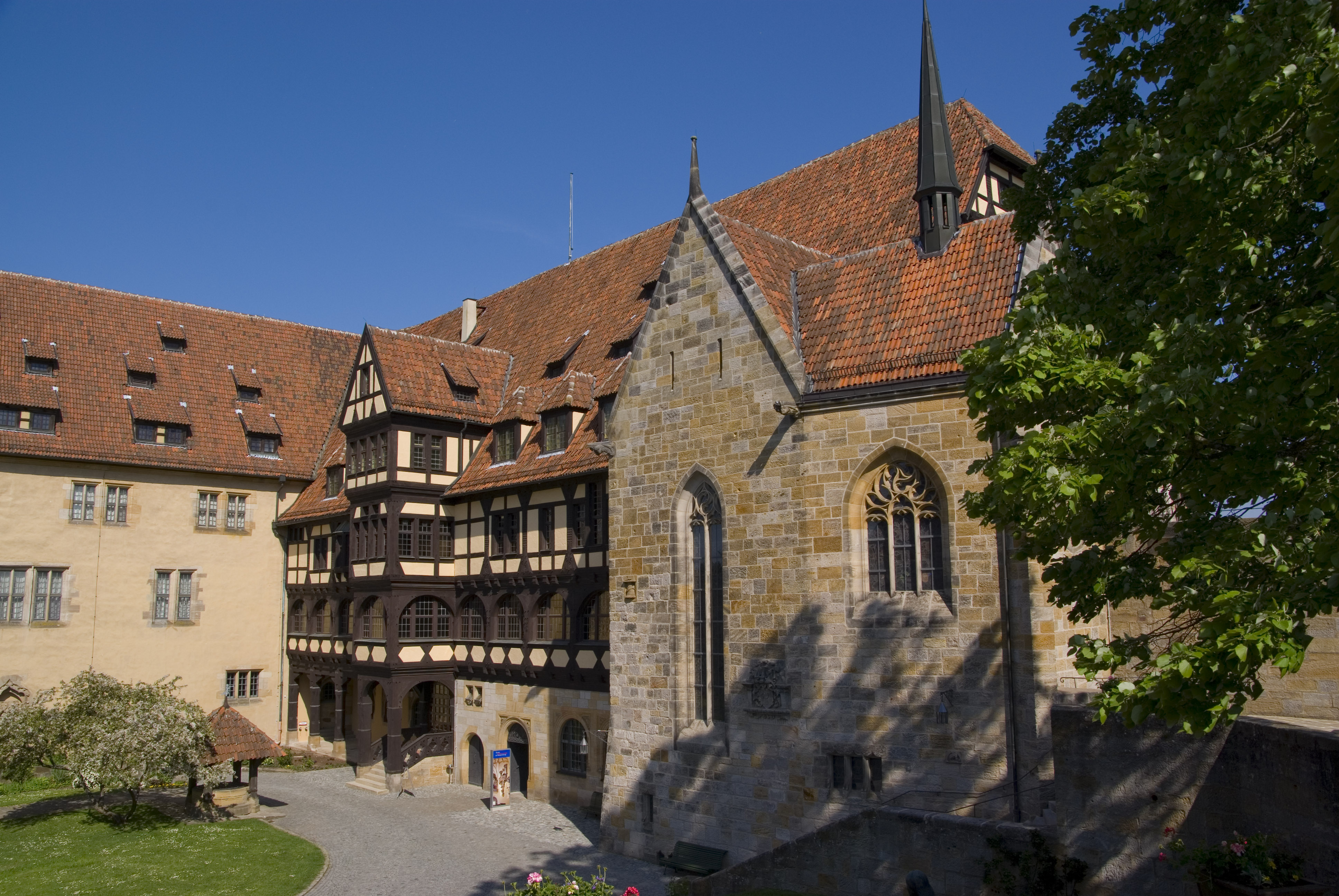
il palazzo dei Principi-elettori del 1501-08 e la cappella neogotica.

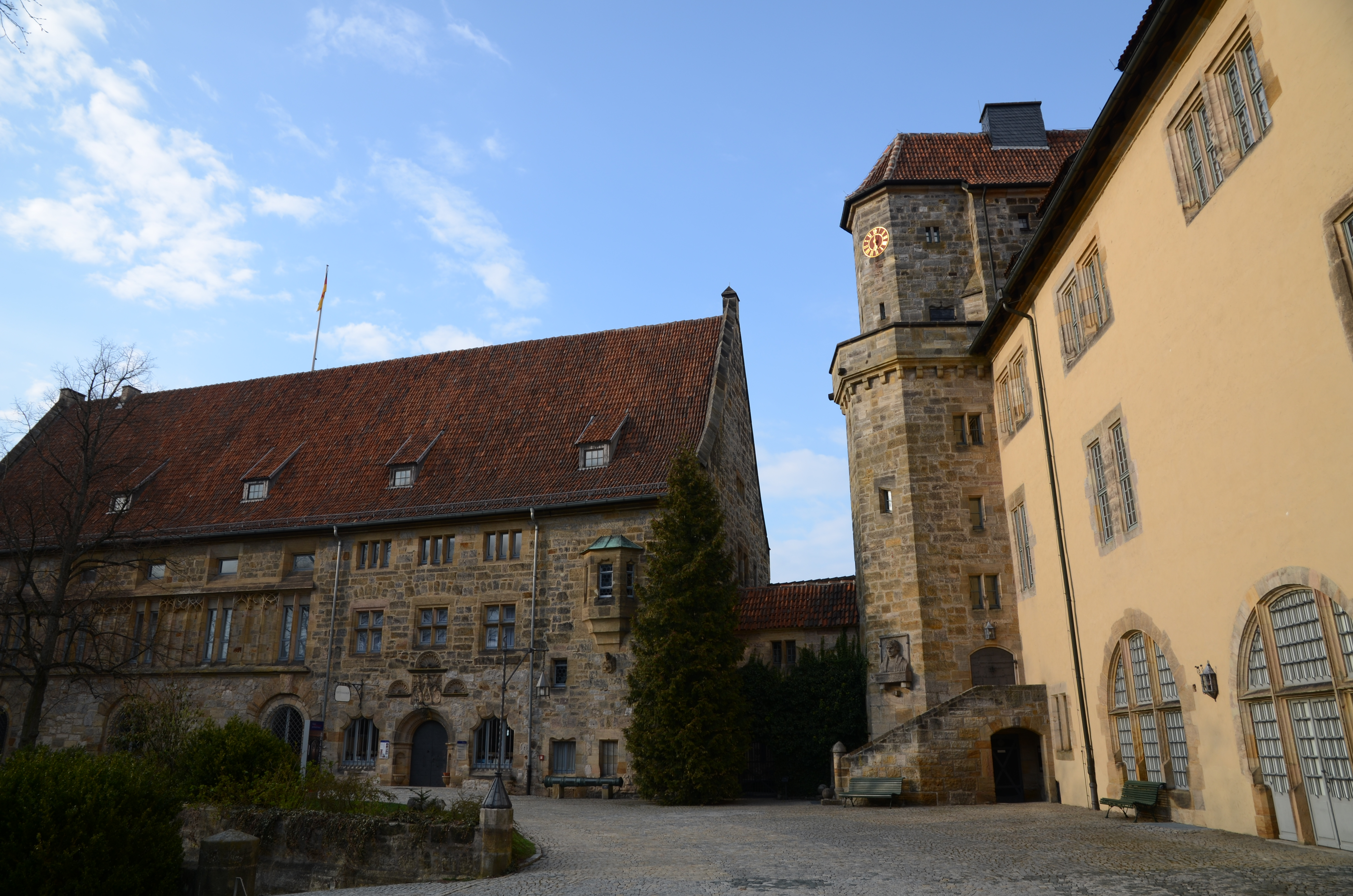
il Carl-Eduard-Bau

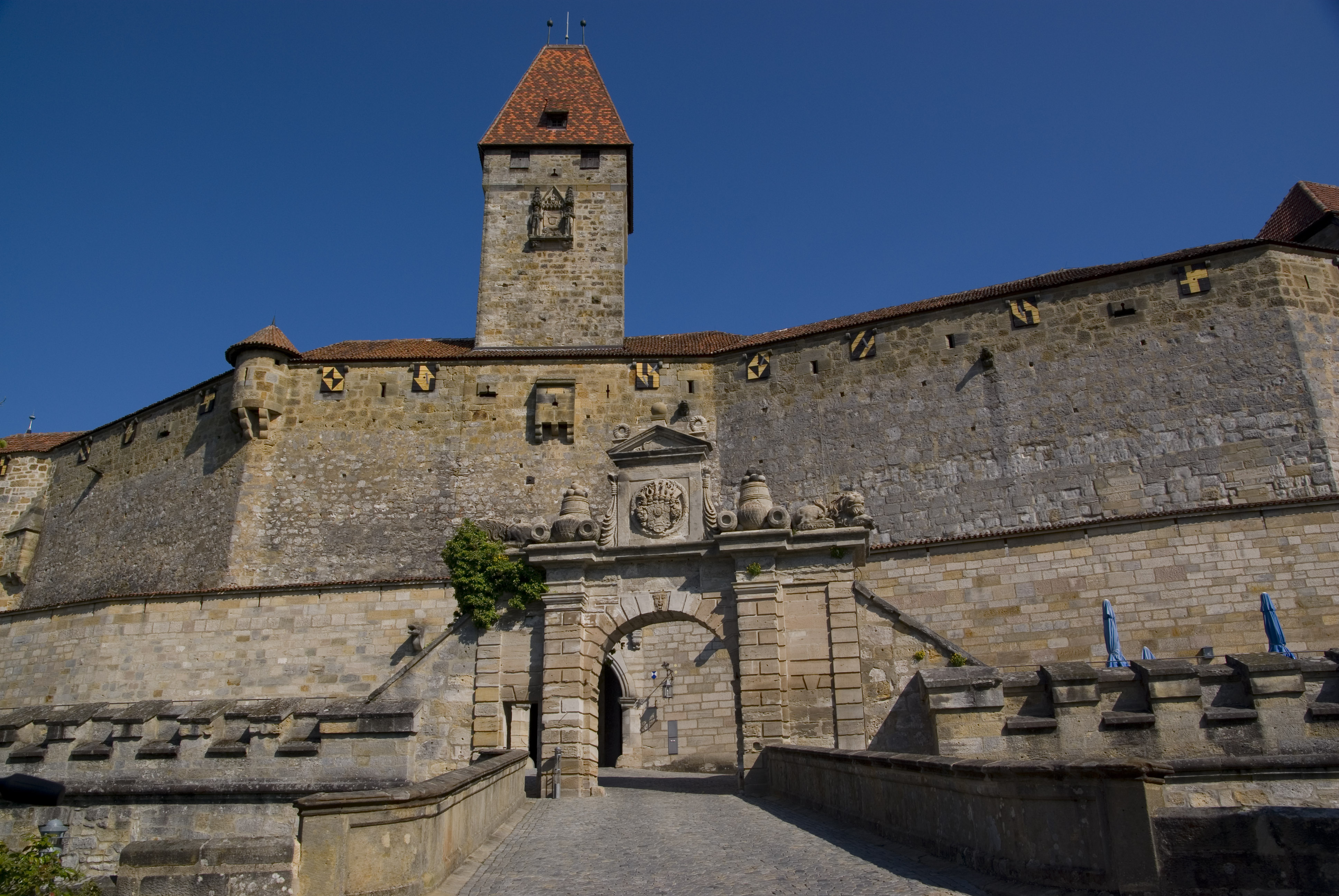
l'ingresso col portale barocco del 1671

La Fortezza di Coburgo sorge in cima a una collina di 464 metri s.l.m. della Selva di Turingia. Domina l'intero paesaggio per chilometri e la città di Coburgo da un dislivello di 167 m alla quale è collegata dal vasto Hofgarten che occupa tutto il pendio della collina. Si trova nella provincia dell'Alta Franconia, in Baviera, al confine con la Turingia.

## Storia e descrizione
Scavi archeologici hanno trovato fondazioni di una prima costruzione sulla collina risalenti al X secolo, e forse ne rappresenta il primo insediamento della città. Passata Coburgo all'allora arcivescovo di Colonia Sant'Annone per mezzo del celebre documento del 1056, egli vi fonda, in questo sito, nel 1074, un'abbazia benedettina affiliata all'abbazia di Saalfeld e dotata di un prevosto.
L'inizio della trasformazione dell'abbazia in rocca inizia apparentemente con i conti di Andechs-Dießen. Le prime documentazioni, fornite da Wort, risalgono al 1225, con l'arrivo dei duchi di Merania. All'epoca erano già presenti un palazzo, la cappella e il bastione occidentale, che insieme alle aggiunte dell'epoca meranica, oggi restano le parti più antiche ancora superstiti. 
Dal 1248 passa ai possedimenti dei Conti di Henneberg, ai quali resteranno, tranne i brevi domini del 1291 e del 1312 del Margravio di Brandeburgo, fino al 1353 quando, ereditata da Federico III di Meißen, passa alla Casa di Wettin che la terrà fino alla fine della monarchia nel 1918. 
Nel 1919 la Cittadella dal 1941 come ramo della Bayerische e il lago di gestione curata.
Saranno proprio i Wettin ad apportare grandi modifiche e ampliamenti alla fortezza. Intorno al 1420-30 si intraprende l'erezione di una duplice cinta muraria intorno alla rocca, la parete esterna venne originariamente rinforzata con nove torrioni cilindrici, di cui oggi ne restano sei. Nel 1489 venne rinnovato l'Arsenale andato e fuoco, che era già stato eretto intorno alla metà del secolo nel cortile occidentale. Dopo un altro incendio sviluppatosi nel 1500 nel palazzo del Principe e nella Steinerne Kemenate, gli edifici vennero ricostruiti negli anni 1501-08 a graticci secondo lo stile tradizionale francone.
Nel 1530 il principe elettore nascose nella fortezza Martin Lutero, messo al bando della Dieta di Augusta. In questi sei mesi d'attesa della proclamazione della Confessio Augustana, Lutero continuò la traduzione in tedesco della Bibbia. È ancora possibile visitare la stanza di Lutero.
Dal 1533 si inizia la fortificazione del lato orientale, più vulnerabile, con l'edificazione dell'alto bastione d'artiglieria, completato nel 1553. 
Dopo la guerra della Lega di Smalcalda, le fortificazioni furono rafforzate e venne creato un secondo ingresso sul lato ovest. Nel 1614-1615 Gideon Bacher da Ulma erige due ulteriori bastioni a difesa del vecchio accesso sud e un altro sul lato occidentale.
Dopo il secondo assedio durante la guerra dei Trent'anni e il ritorno della fortezza, il 30 maggio 1635, al duca Giovanni Ernesto di Sassonia-Eisenach, le fortificazioni furono notevolmente rafforzate. Nel 1671 viene eretto un portale barocco cerimoniale nel principale ingresso, quello meridionale. Nel 1782 il palazzo venne convertito in prigione, gli annessi in ospedale e manicomio. Nel 1820 ufficialmente venne destituito del ruolo di fortezza e tra il 1827 e il 1838 venne trasformata in un veste Romantica, vi venne livellato l'ampio fossato di 10-12 metri per creare una passeggiata intorno alla fortezza, e vi si apportarono quelle collezioni d'arte che ancora oggi conserva. 
Nel 1851 i lavori continuarono con l'abbattimento delle case a graticcio nei cortili, e la ricostruzione dell'antica cappella romanica detta di Lutero in stile neogotico.
Nel 1918, con la fine della monarchia, i duchi cedono la fortezza allo Stato Bavarese che la trasforma ufficialmente in Museo assegnandolo alla Fondazione nazionale di Coburgo.
Nel XX secolo furono intrapresi grandi lavori di restauro, nel 1909-1923 per riparare i danni strutturali, dopo il 1950 per ripristinare le parti incendiate durante la guerra e infine nel 1998.

## Museo Nazionale di Coburgo
I tesori ducali, che raccolgono altissime opere d'arte, costituiscono una delle più importanti collezioni di storia e cultura della Germania, sono ospitate nei diversi edifici della fortezza che si aprono intorno a due cortili principali.
- Nella Steinerne Kemenate è il Museo di belle arti, allestito nelle antiche sale del palazzo dei Principi-elettori. Vi è la Camera di Lutero, la Bankettsaal, grandioso salone di ricevimento, con la più antica stufa della Germania, in ferro, tardogotica del primo XVI secolo; la Jagdzimmer, sala da Caccia, capolavoro d'intarsi del 1632.
- Nel palazzo della Duchessa sono conservate carrozze e slitte del XVI secolo carri da torneo del XVII-XVIII secolo; una raccolta di vetri fra cui 2.700 occhiali preziosi, vetri veneziani (una delle più grandi collezioni fuori di Venezia).
- Nel Carl-Eduard -Bau 330.000 fogli di acquerelli, stampe, incisioni, disegni soprattutto di Martin Schongauer, Albrecht Dürer, Lucas Cranach il Vecchio e Albrecht Altdorfer; monete, volantini di Lutero e un'importante raccolta d'armi e armature dei secoli XVI e XVII.

Fra le opere le maggiori sono:
- Ritratto di Maria d'Ungheria, Hans Maler zu Schwaz, 1519.
- Ritratto di Lutero della Scuola di Lucas Cranach il Vecchio, 1540 circa.
- Madonna con Bambino e San Giovannino, Lucas Cranach il Vecchio, 1530.
- Lucrezia, Lucas Cranach il Vecchio.
- Ritratto di Giovanni Federico I di Sassonia, Lucas Cranach il Vecchio.
- Ritratto di Sybille von Cleve, Lucas Cranach il Vecchio.
- Ritratto di Caterina di Meclemburgo-Schwerin, Lucas Cranach il Giovane, 1547.

## Galleria d'immagini

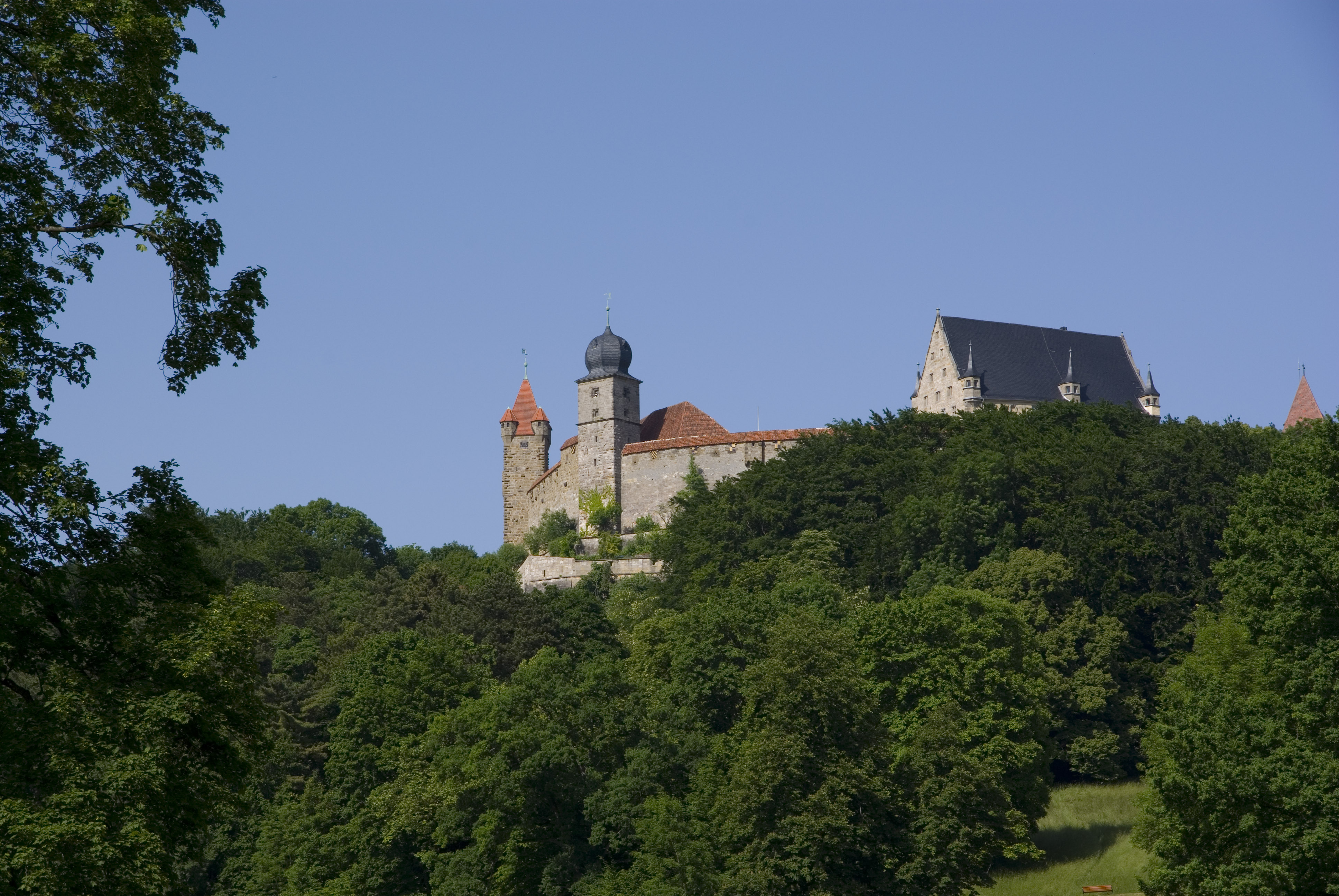
Veduta della fortezza dall'Hofgarten
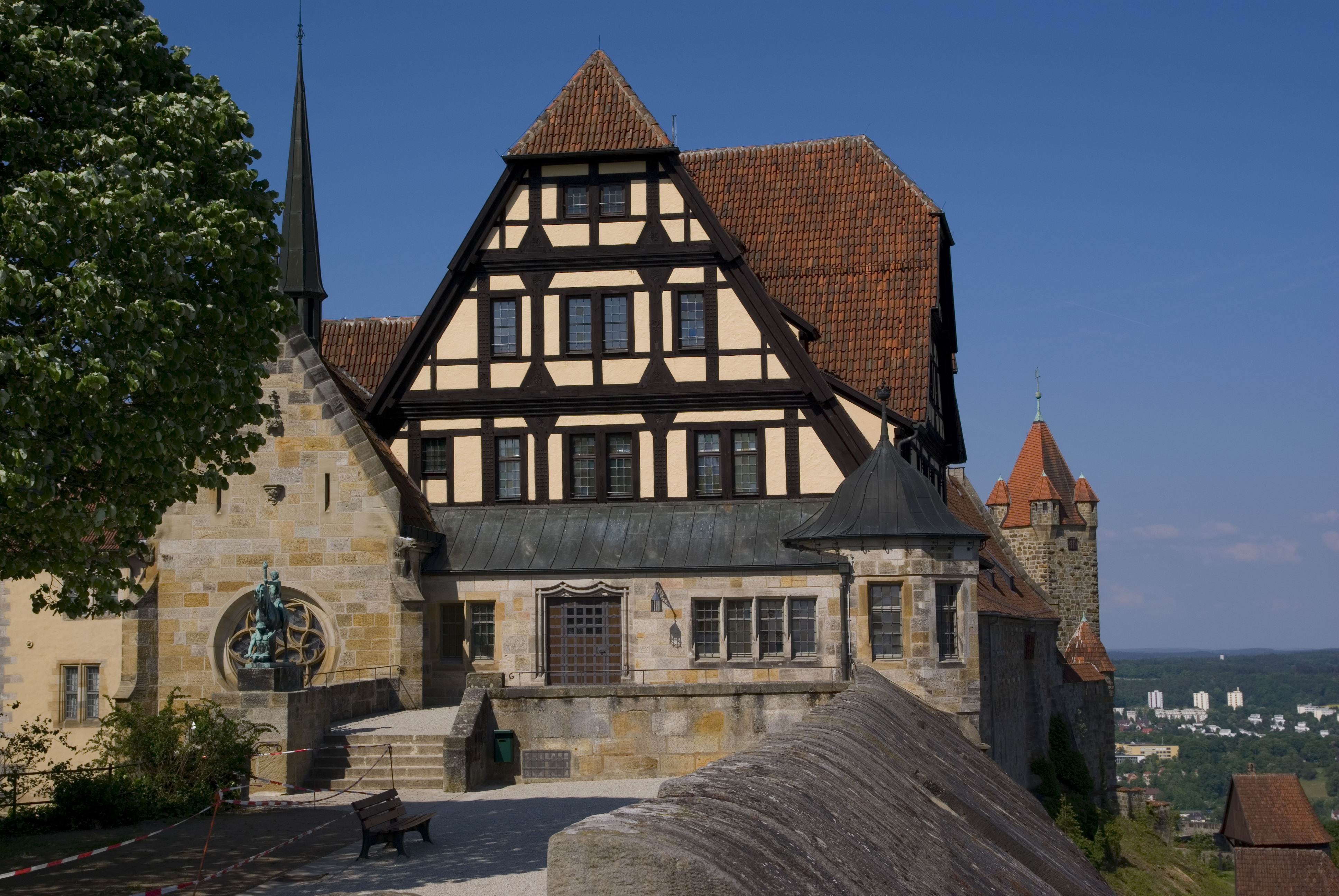
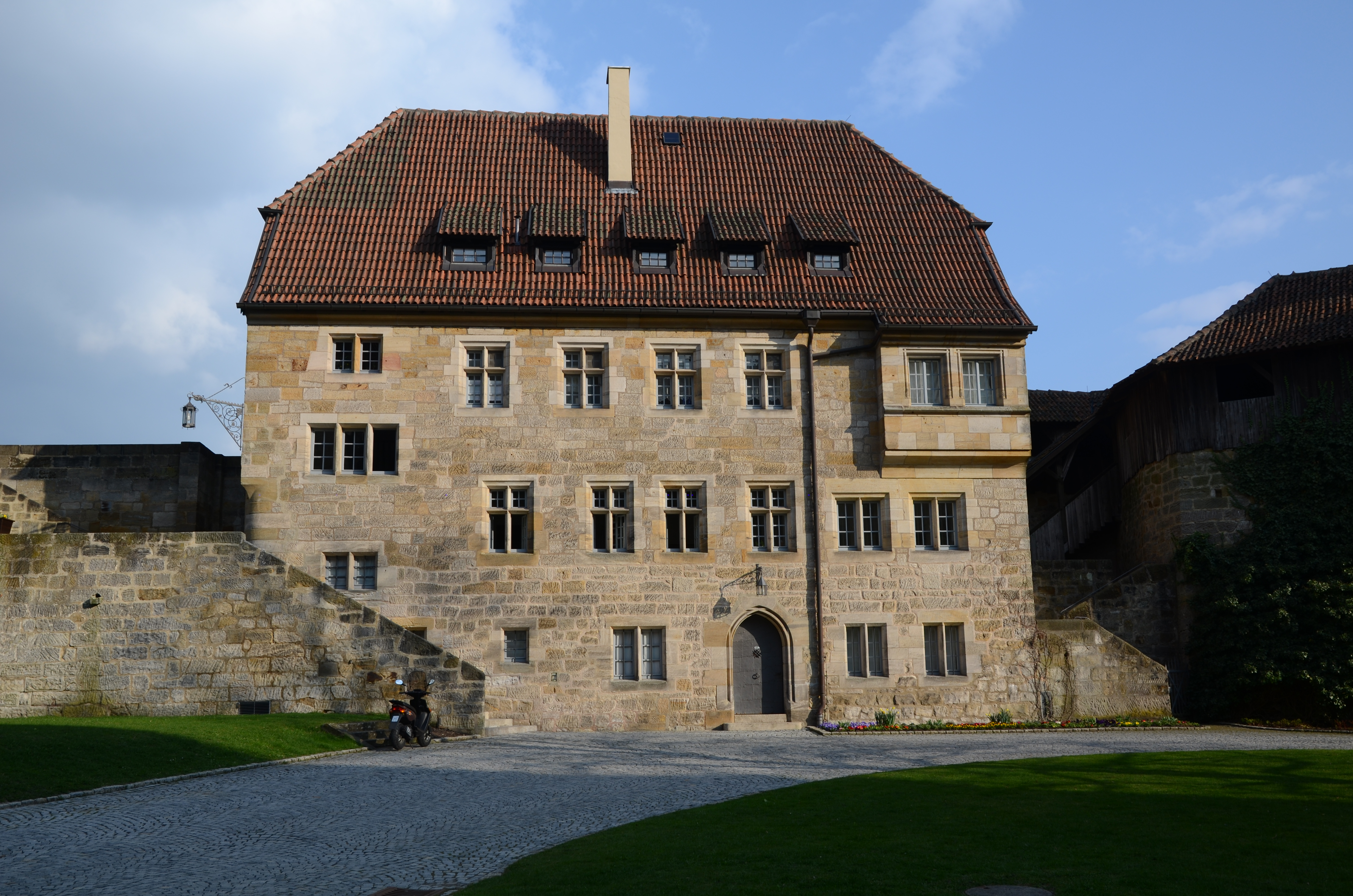
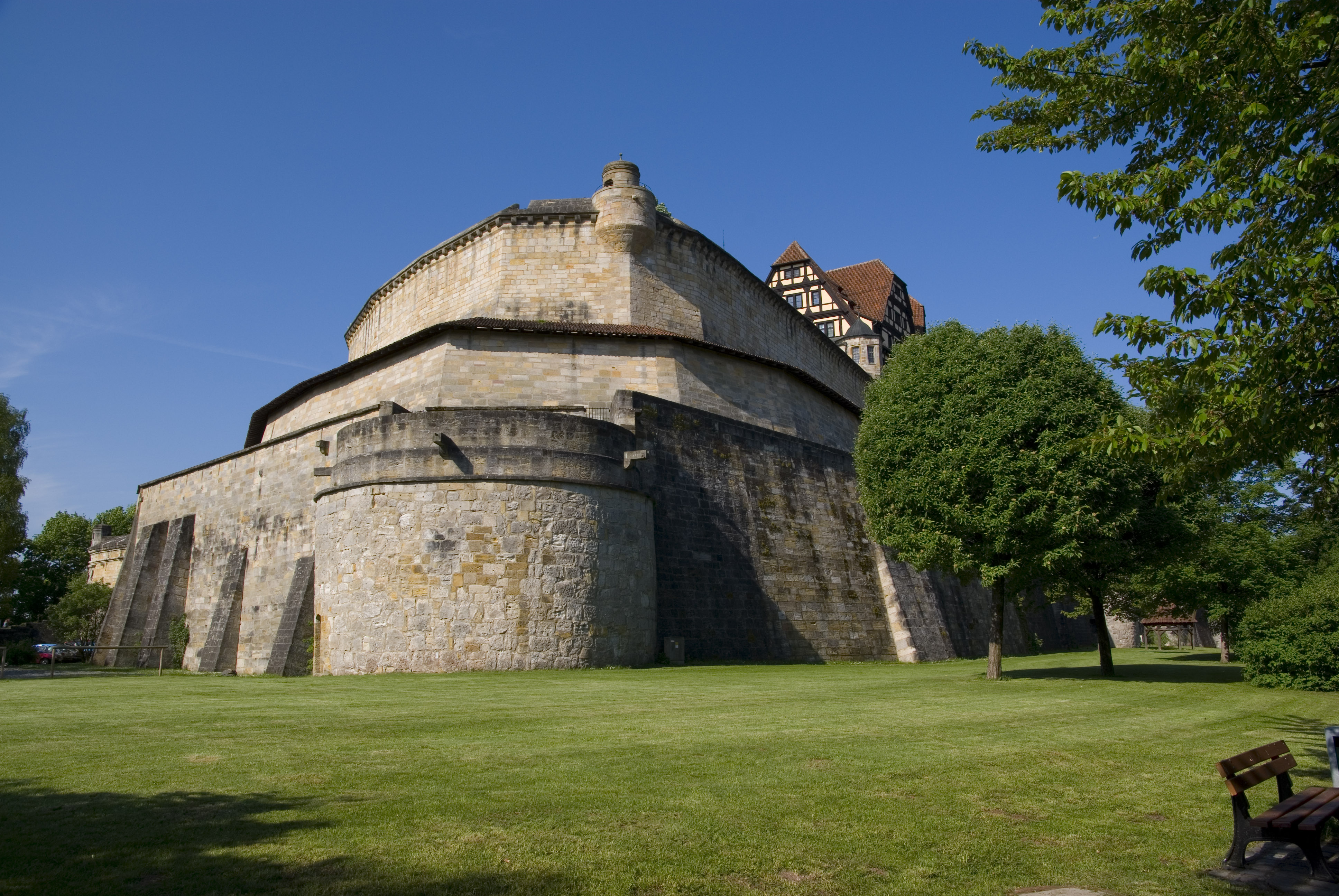
lato orientale
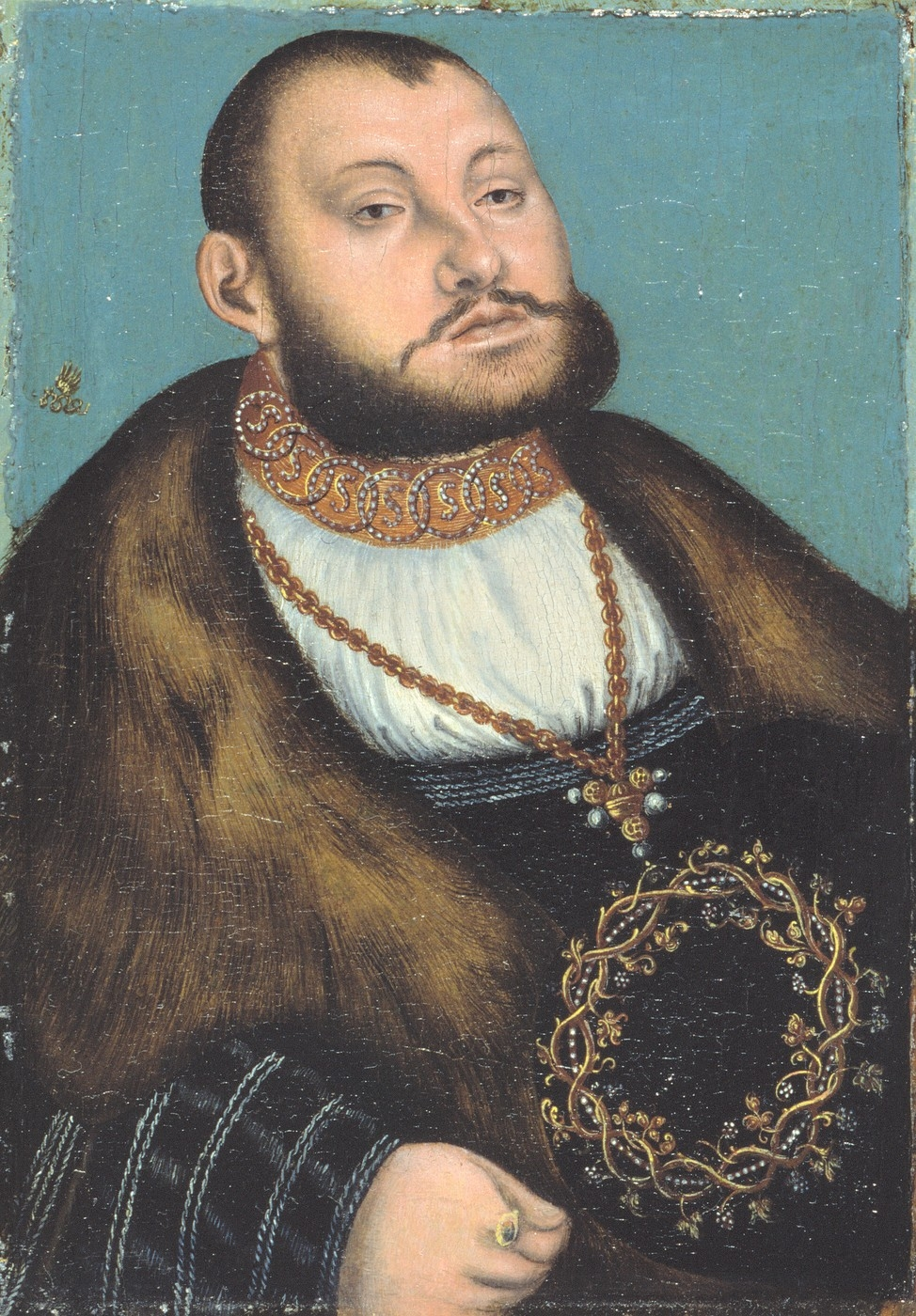
Ritratto di Giovanni Federico I di Sassonia, Lucas Cranach il Vecchio.
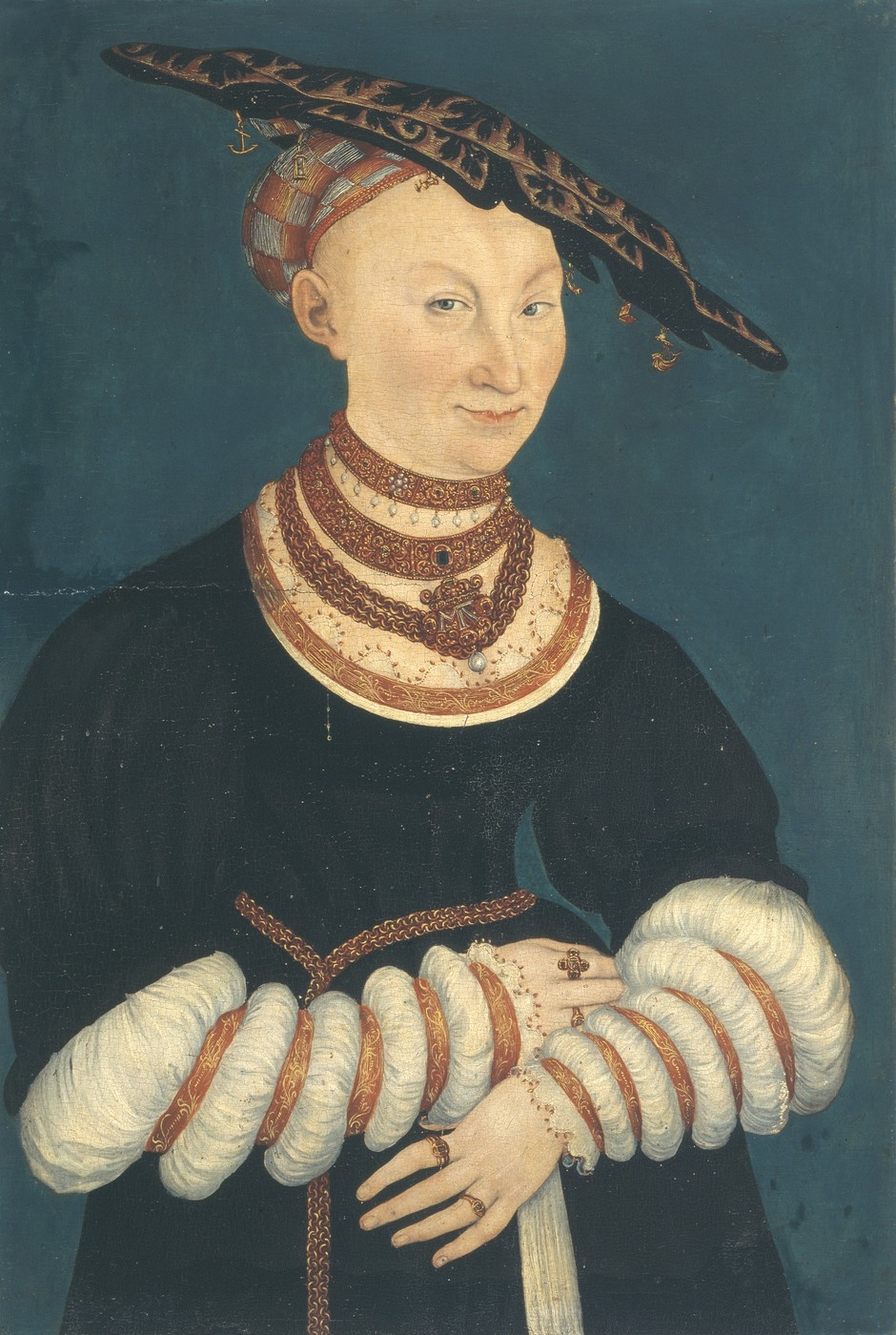
Ritratto di Caterina di Meclemburgo-Schwerin, Lucas Cranach il Giovane, 1547